# Teleologie
Teleologie (řecky: telos, cíl, účel – pozor, nezaměňovat s teologií) znamená
- jednak filosofické zkoumání účelnosti či zaměřenosti k nějakému cíli,
- jednak názor, že účelnost je řídícím principem přírody i lidského jednání, což zároveň předpokládá cíl a určenost tímto cílem.

## Vysvětlení
Účelnost a cílevědomost charakterizuje lidské jednání a odlišuje je od pouhých reakcí a bezúčelných pohybů. Člověk si klade nějaké cíle a pomocí prostředků, které má k dispozici, je pak také sleduje. Při pohledu na lovící zvíře máme dojem, že je na tom podobně: sleduje svou kořist a snaží se ji chytit. Když pes nadbíhá kličkujícímu zajíci, je zřejmé, že má i jakousi celkovou představu jeho budoucí dráhy a že ji předjímá; jeho jednání tedy není pouhým reflexem.
Kromě toho jsou však i různé orgány živočichů a rostlin uzpůsobeny účelně, tak, aby podporovaly dosahování cílů. Kočka má zahnuté drápky, aby lépe zachytila myš, a rostlina kvete žlutě, protože žlutá barva přitahuje hmyz, potřebný k opylení. Už od starověku se vyskytují dva odlišné přístupy k této otázce: teleologický a naturalistický.
| „             | Příroda přizpůsobuje orgán funkci, a nikoli funkci orgánu. | “ |
| — Aristotelés |                                                            |   |

| „           | Nic v těle není uděláno kvůli tomu, abychom to mohli užívat. Co právě existuje, je příčinou tohoto užívání. | “ |
| — Lucretius | |   |

## Historie
U Platóna se setkáváme spíše s myšlenkou poslední příčiny, například v dialogu Faidón. Ne náhodou je prvním velkým myslitelem teleologie Aristotelés, jehož zajímaly zejména živé bytosti, kde je dojem účelnosti nejsilnější. Spojuje účelnost s příčinou a pokládá ji za jednu z nich, příčinu účelovou nebo cílovou (causa finalis) jakožto „to, kvůli čemu“ něco je nebo se děje. Aristotelova teleologie také předpokládá, že každý živočich sleduje jakýsi přirozeně daný cíl, který má v sobě (entelechie, k cíli zaměřené bytí). Tímto cílem je žít, případně mít potomky, kdežto přirozeným cílem člověka je štěstí. Proti tomu stojí v opozici naturalismus, který nepředpokládá nějaký předem daný cíl nebo určenost. Řečtí atomisté ze svých teorií účel zcela vypustili, neboť kosmickou dynamiku lze podle nich vysvětlit pouhým nahodilým pohybem atomů.
Aristotelovu teleologii spojili křesťanští myslitelé s biblickou představou dobrého stvoření, které je určeno pro člověka a které má svůj cíl. Posláním člověka je plnit Boží vůli a dosáhnout spásy. Křesťanská myšlenka spásy je navíc historická, naplnila se v Ježíši Kristu a očekává jeho druhý příchod a poslední soud. Nejen jednotlivý člověk, ale celý Vesmír je tak zaměřen k jednomu Bohem danému cíli.
| „                        | Trvá však naděje, že i samo tvorstvo bude vysvobozeno z otroctví zániku a uvedeno do svobody a slávy dětí Božích. | “ |
| — List k Římanům, 8,20n. | |   |

 Pro křesťanský aristotelismus a scholastickou tradici, reprezentovanou Tomášem Akvinským, je i účelnost přírody jakousi stopou („pátou cestou“), která může dovést k poznání Boha.
Tuto představu pak novověká filosofie i věda postupně opouštěla a hledala vysvětlení světa jinými cestami. Pro tehdejší vědce i myslitele, kteří se zajímali především o neživou přírodu, nebyla myšlenka účelnosti příliš přesvědčivá. Spinoza konstatoval u živočichů pouze jakýsi „pud být“ (conatus essendi), který je spíš žene než vede. Immanuel Kant v Kritice soudnosti sice připouští, že kauzální výklad je nejlepší, zároveň však říká, že „žádný Newton nevysvětlí stéblo trávy“ a živé bytosti je třeba chápat „jako kdyby“ teleologické. V plném smyslu to platí pro člověka: příroda je pro něho a kvůli němu, protože jen člověk je schopen mravního soudu. Spekulativní teleologický systém pak vytvořil Georg Wilhelm Friedrich Hegel jako vývoj světového Ducha, v němž člověku připadá ústřední role.

## Teleologie a evoluce
Úplně nové řešení problému teleologie Vesmíru přinesla Lamarckova a Darwinova myšlenka evoluce, podle níž dojem účelnosti plyne z přirozeného výběru: jen účelné organismy a účelné orgány mohou v soutěži přežít. Evoluce tedy nesleduje předem daný cíl, ale je vedena soutěží, jež „vybírá“ účelná řešení, přesněji řečeno vyřazuje neúčelná. Podle současných biologů je nicméně každý organismus ve své ontogenezi veden genetickou výbavou k určité podobě (fenotypu) a do jisté míry je s to i napravovat různá poškození. V tomto smyslu tedy pokrývá i Aristotelovu „vnitřní“ a individuální teleologii, má pro ni navíc dobrý výklad. Individuální teleologii jako integrující princip osobnosti uznává i např. psychologie C. G. Junga nebo bioetika k určení měřítka dobrého a špatného např. ve vztahu k identitě lidského embrya.

## Kritika a současné diskuse
Kritické vyrovnání s představou účelnosti celého Vesmíru přichází z oblastí biologie, kde je největší sklon k teleologickému výkladu. Kritika však přichází také z oblasti společenských věd, kde hlavní námitkou proti teleologii bývá její původ v perspektivě a potřebách člověka (kritika antropomorfismu). Podle J.-F. Lyotarda patří představa účelnosti k tzv. velikému vyprávění s univerzálním nárokem na platnost, čímž vyřazuje ostatní diskurzy. Právě tuto roli „velkých vyprávění“ naopak obhajuje Alasdair MacIntyre, podle něhož je jisté společné chápání sebe i společnosti nezbytné pro každou společenskou činnost.
Jakkoli je společným programem moderních věd hledat výhradně vysvětlení příčinná (kauzalita), o teleologii výslovně mluvil Norbert Wiener, který kybernetiku vymezil jako studium „teleologických mechanismů“ (např. zpětná vazba a homeostat) a teleologická vysvětlení se nabízejí například v kosmologii (antropický princip). Někteří američtí teologové se snaží také oživit výklad účelnosti ve světě pomocí detailního Božího plánu stvoření (intelligent design).
Kromě toho se pojem teleologie používá i v právu, kde znamená ohled na (celkový) záměr a smysl zákona a podobně. Teleologická redukce potom znamená, že na nějaký případ se daný zákon nevztahuje, protože by to odporovalo jeho celkovému záměru.